# Manaca
manaca（マナカ）は、エムアイシーと名古屋交通開発機構が発行し、名古屋鉄道（名鉄）・名鉄バスと名古屋市交通局・名古屋臨海高速鉄道・名古屋ガイドウェイバス・豊橋鉄道・愛知高速交通・豊鉄バスが発売するサイバネ規格のICカード乗車券である。
名鉄グループのエムアイシーと名古屋市の外郭団体である名古屋交通開発機構の両者が商標権を所有（日本第5349678号ほか）している。規則上は両者で表記が異なる。
- manaca[1] - エムアイシー発行のカードは英字表記
- マナカ[2] - 名古屋交通開発機構発行のカードは片仮名表記

相互利用している他の交通事業者でも表記が分かれている が、基本的に同一カードであり、本記事では原則として「manaca」表記に統一し、同カードについて詳述する。

## 概要

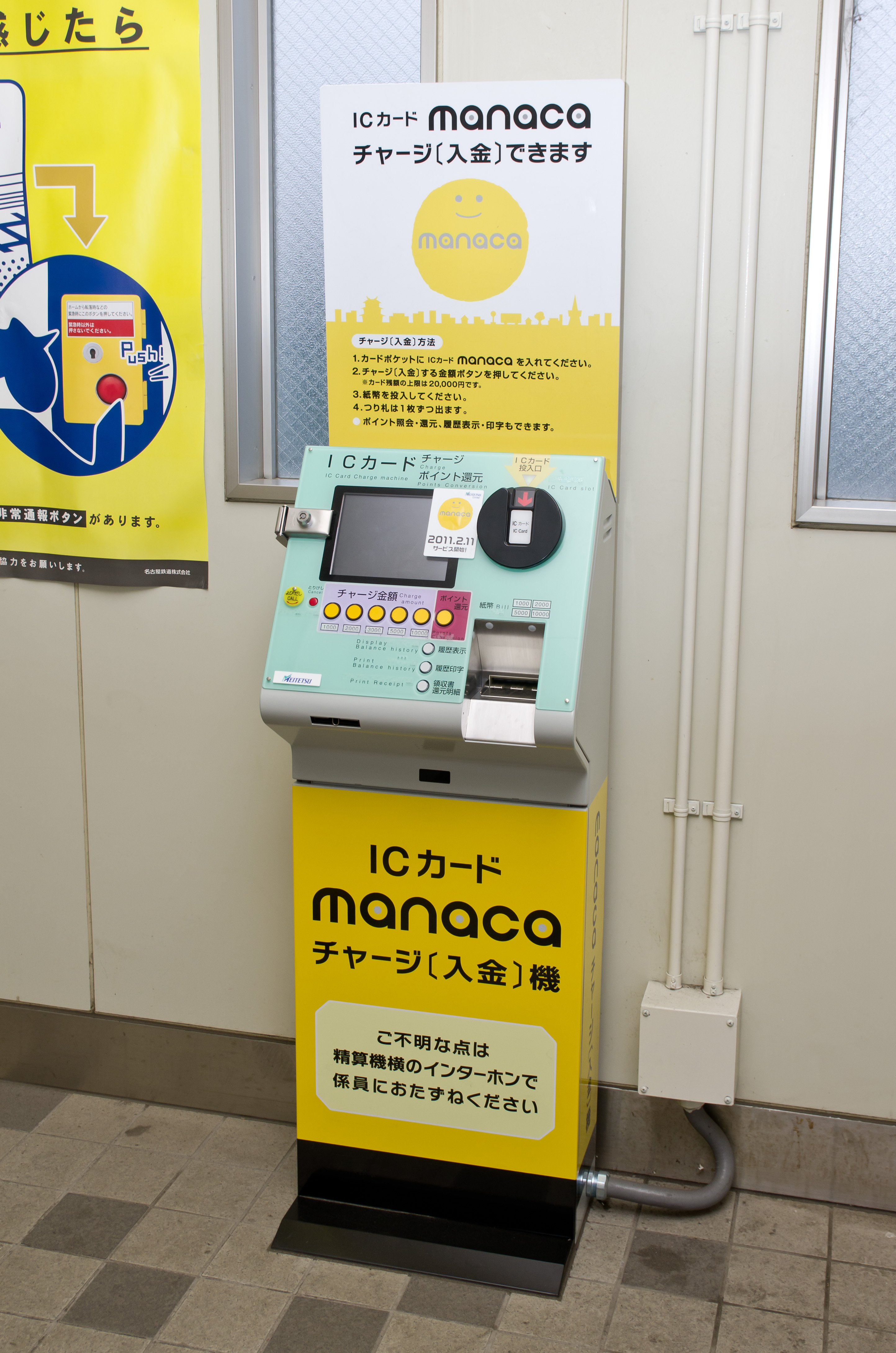
名古屋鉄道の駅に設置されているチャージ機

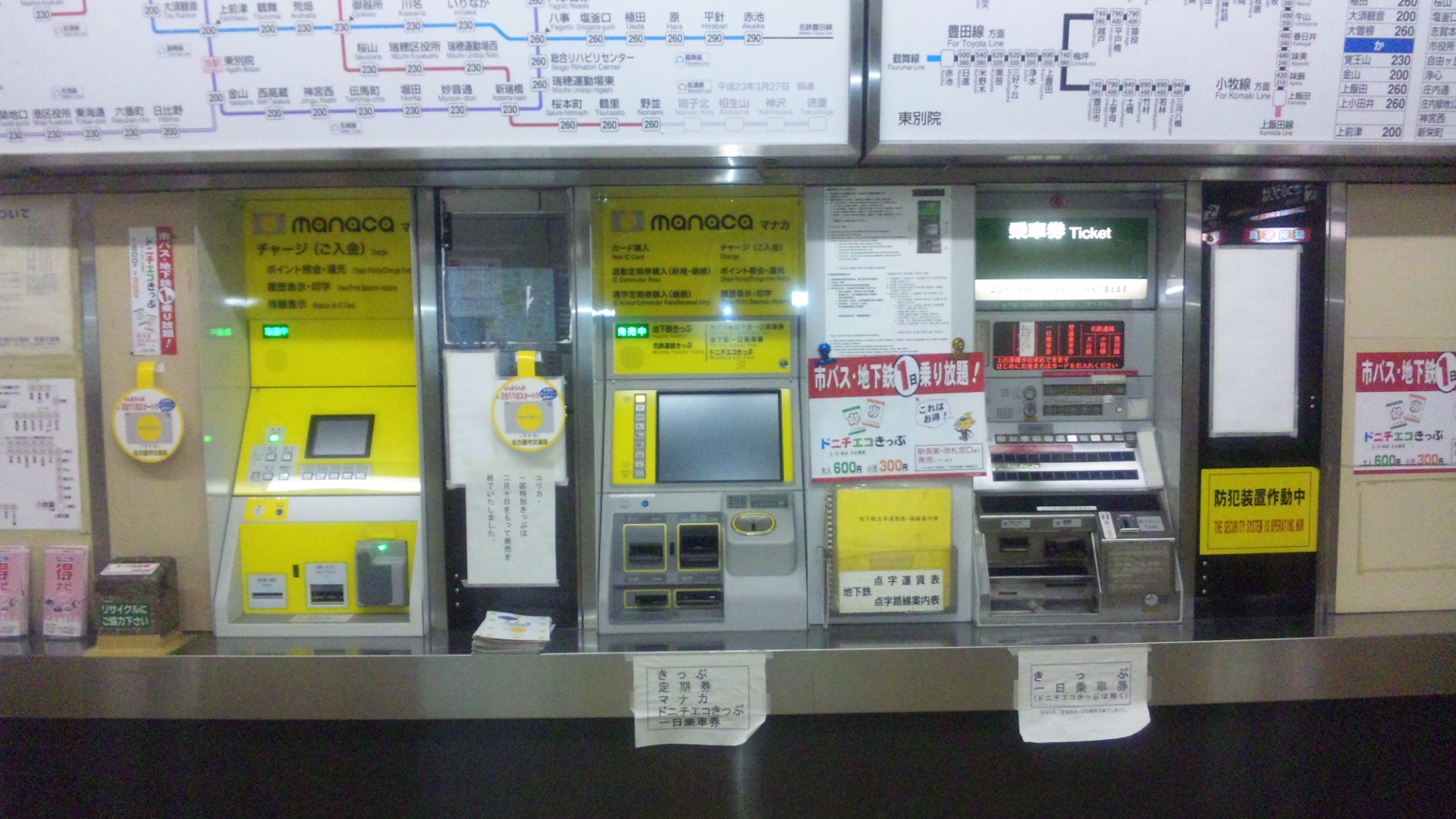
様々な種類の券売機（地下鉄名城線・東別院駅）
左と中央がmanaca対応

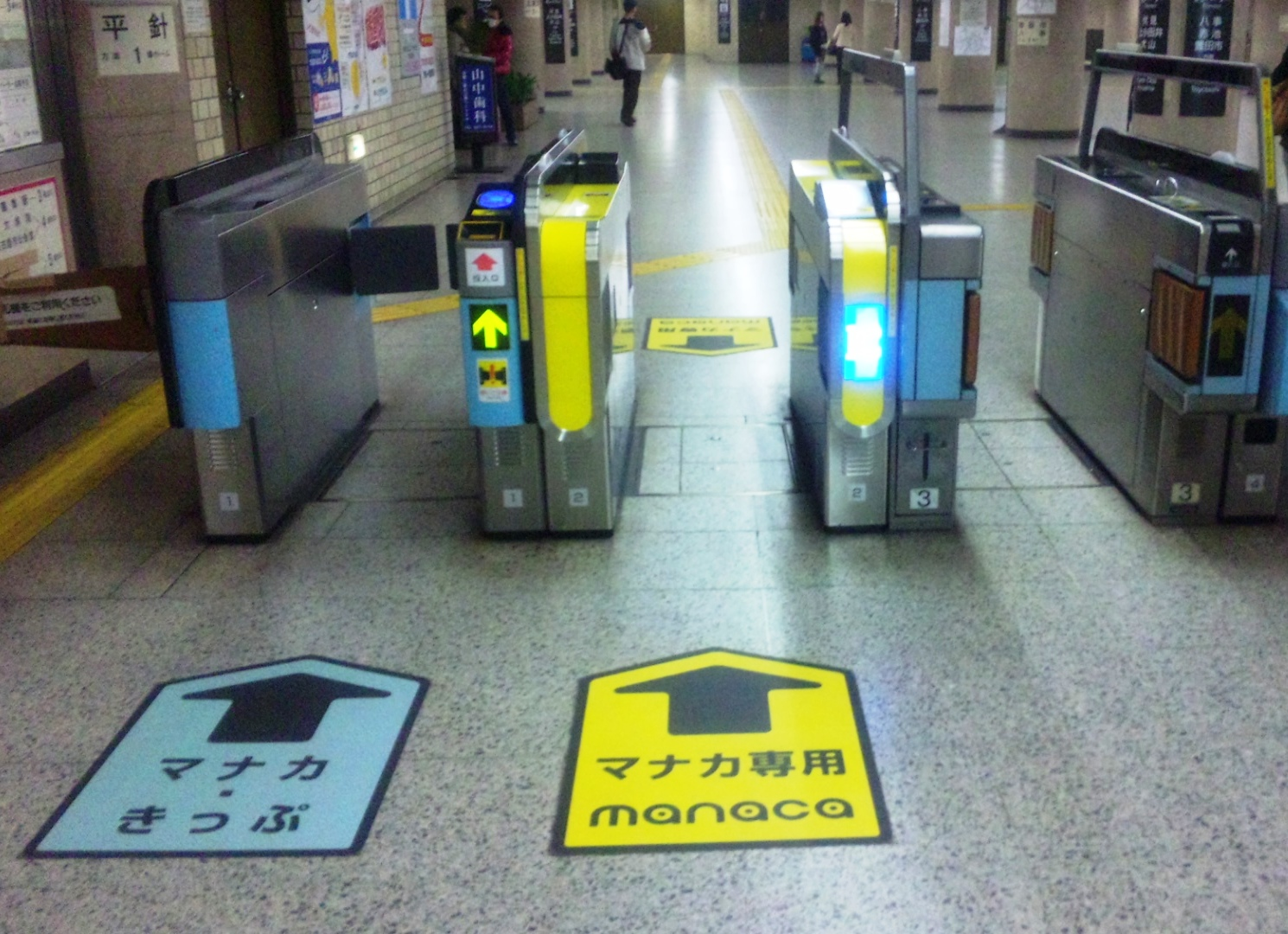
manaca専用改札口（中央黄色のもの）。青いLED画面には『IC』と表記されている。
地下鉄鶴舞線・鶴舞駅にて。

ソニーの非接触型ICカードFeliCaの技術を用いた乗車カードで、2011年2月11日にサービスを開始した。同日には記念の特別仕様のmanacaが各社局の主要駅で合計2万枚限定で販売され、日本時間午前7時の発売開始後、午前中までに全取扱駅で完売した。2018年9月時点の累計発行枚数は約621万枚。
名鉄の子会社である株式会社エムアイシー（旧・名鉄ICカード株式会社）と、名古屋市の出資する外郭団体である株式会社名古屋交通開発機構が発行する。エムアイシー発行のものは名鉄系の各社（名鉄・名鉄バス・豊橋鉄道）および愛知高速交通で、名古屋交通開発機構が発行したものは名古屋市が関与する各社局（名古屋市交通局・名古屋臨海高速鉄道・名古屋ガイドウェイバス）で発売されている。実質的には中京圏の磁気式ストアードフェアカードの共通利用システムであるトランパスのIC化であるが、SFパノラマカード（名鉄）・ユリカ（名古屋市交通局）・あおなみカード（名古屋臨海高速鉄道）と各社が別々の名称・仕様で発行していたトランパスと異なり、カードの呼び方・券面のデザインはエムアイシー版と名古屋交通開発機構で同一であるが、2020年現在発行されている物はエムアイシー版は右下に「μstar」の文字が入った黄色の星のマークが、名古屋交通開発機構版は右下に「DO!」の文字が追加されており容易に区別できる。また、一部のサービス等で一方のものでしか扱っていないものがある（後述）。
名称は、「日本の真ん中」にある中京圏の公共交通機関が協力したことなどから来ており、「日本の真ん中をつなぎ、くらしの真ん中をつなぐICカード」をコンセプトとしている。なお、黄色くて丸いキャラクターが制定されており、券面にも描かれているが、名前は付けられていない。
Suica互換系のICカード乗車券としては初めて、交通機関の利用金額や利用回数などに応じてポイントが付与される「マイレージポイント」を採用した ほか、電子マネーとしてはエムアイシー発行版では加盟店での利用額に応じて付与される電子マネーポイント「μstarポイントサービス」を導入している。
カード裏面右下に記載されている番号は「TP」（Trans Pass〈トランパス〉）で始まる。
オートチャージは、名古屋交通開発機構が発行する記名式manacaとクレジットカードであるwellowcard （ウイローカード）を関連付け（リンク）させるかICカード乗車券とクレジットカード一体型のWellowcard manaca（ウイローカード マナカ）を使って上飯田駅と上小田井駅を除く名古屋市営地下鉄85駅の自動改札機で利用出来る。市バス、名鉄などでは、実施していない。
名鉄では、オートチャージの代わりにエムアイシー発行の記名式manacaとクレジットカードであるMEITETSU μ's Card（名鉄ミューズカード）の2枚1組でクレジットカードによるチャージが主要駅にあるμster station及び2025年3月1日より名鉄線各駅設置の定期券販売対応自動券売機で出来る。manacaとMEITETSU μ's Cardとの一体型カードの発行の予定はない。
このほか、名古屋交通開発機構が発行するmanacaでは、全国的にも珍しい贈答用として同機構が発行するmanacaにチャージ出来る「マナカチャージ券」を発売している。

## 種類

使用方法

以下の種類が発売されている。特記なき限り、加盟事業者のうち鉄道駅にある自動券売機・窓口・定期券売り場やバスの営業所・案内所などで購入できる。
無記名式manaca
プリペイド方式の普通乗車券機能（ストアードフェア機能）と電子マネー機能がある標準カード。発売額は2,000円（名古屋市営地下鉄では1,000円、2,000円、3,000円、5,000円、10,000円の5種類から選択できる）。発売額には500円のデポジット（預り金）が含まれており、購入時点で鉄道の乗車等に使えるのは発売額から500円を差し引いた額。デポジットはカードが不要になった際に、各駅の取り扱い窓口で返却をすると払い戻される。紛失しても再発行できない。
manaca取扱窓口・自動券売機のほか、名古屋市営バス車内でも取り扱う。
無記名式manaca（記念manacaを含む）を購入後に記名式manacaに変更可能。
記名式manaca
氏名が記載されたmanacaで、購入時に、氏名・生年月日・性別・電話番号の登録が必要。紛失した場合の再発行が可能。
大人用の記名式manacaに限り、名古屋市営地下鉄各駅の自動券売機でも購入できる。
小児用manaca
子供用の記名式manaca。購入時に、氏名・生年月日・性別・電話番号の登録に加え、使用する本人の公的証明書（健康保険証など）の呈示が必要。
「12歳となる年度の3月31日まで」の有効期限があり、これを過ぎると使用できなくなるが、大人用の記名式manacaに切り替えて継続使用することも可能。
manaca定期券
記名式manacaに定期券の機能を付与したもの。定期券部分を払い戻すと、記名式manacaとして使用可能。
記念manacaを含むすべての記名式manacaをmanaca定期券にすることが出来る。また、名鉄バスの「シルバーパス65・ゴールドパス70」（高齢者用優待乗車券）、市交通局の「持参人式定期券」などをmanaca定期券とすることも可能。
さらに、名鉄電車と名鉄バスの定期券を1枚のmanaca定期券にすることも可能で、その場合、名鉄電車の定期券は上段に、名鉄バスの定期券は下段に印字される。
名鉄電車（他社線連絡定期を含む）と名古屋市営バス、名古屋市営地下鉄と名鉄バスのように、manacaを発売している事業者であれば連絡定期券が発売されていない組み合わせも可能。双方を組み合わせることで、有効期限を鉄道とバスで別々に設定できる。仮に片方の有効期限が切れていてももう一方を無条件に載せられる。組み合わせられるのは鉄道定期券とバス定期券でそれぞれ1情報のみ。名古屋市交通局の割引連絡定期券は他社路線の定期券と1枚にまとめることができない。
また、豊橋鉄道市内線の定期券はバスと同様に扱われるため、渥美線や名鉄電車、名古屋市営地下鉄の定期券と同一のmanacaに載せることができる。
名古屋市営地下鉄と名古屋市営バスの組み合わせでも可能だが、割引連絡定期券とは異なり連絡割引が適用されないため割高になる。
別々の事業者の定期券機能（連絡定期券）を1枚のカードに付加することも可能である。
割引用manaca
名古屋市交通局、名古屋臨海高速鉄道、名古屋ガイドウェイバス、名鉄バス、知多乗合（知多バス）、名鉄東部交通等のバス路線で割引対象となっており、各種障害者手帳・戦傷病者手帳・被爆者健康手帳などを所持した旅客向けのmanaca。
市バス・地下鉄、あおなみ線、ゆとりーとライン利用時は自動的に割引運賃が適用される。名鉄バス・知多バス・名鉄東部交通ではmanacaをタッチする前に手帳等を提示し、乗務員の機器操作を受ければ割引運賃での利用が可能である。
名古屋交通開発機構のみ発行し、エムアイシーは発行しない。名鉄電車、豊橋鉄道、リニモでは利用できず、乗車カードとしての全国相互利用にも対応しない（電子マネー機能は利用可）。
購入時に障害者手帳などの呈示が必要となる。大人用のみの設定で子供用には対応しない。割引料金適用の資格確認のため「購入した年度の3月31日まで」の有効期限が設定されており、発行窓口の係員に障がい者手帳を呈示することで1年間の有効期限更新が可能。
本人用の他、介護人用のmanacaも発売する。ただし、介護人用のmanacaは単独で使用することはできない。
敬老パス、福祉特別乗車券
名古屋市が交付している敬老パスや名古屋市交通局が発行している福祉特別乗車券については2016年度にmanacaへ移行となり、敬老パスについては2016年9月以降の誕生日到来者ごとに順次開始、また福祉特別乗車券については2016年11月1日より開始された。 敬老パス、福祉特別乗車券は、市バス、地下鉄、メーグル（なごや観光ルートバス）、ゆとりーとライン（名古屋ガイドウェイバス志段味線）、あおなみ線に無料で乗車することができる。通常のmanacaと同様に名鉄、JRなどの全国交通系ICカード対応の鉄道、路線バスで利用可能であるが、通常運賃での利用となる。名鉄バスなど障害者割引のあるバス各社では福祉特別乗車券をタッチする前に手帳を提示し乗務員の操作を受ければ割引運賃での利用が可能である。
2022年2月1日から名鉄電車、JR東海、近鉄電車、名鉄バス（市バスとの重複運行区間は市外も対象）、三重交通の名古屋市内区間にも対象を拡大した。ただし、利用時に自動的に運賃を引き去り、後日、運賃相当額を登録口座への振込により支給されるため、事前のチャージが必要となる。また、敬老パスは年間730回までの上限が設定される。
学生証一体型manaca
manacaに学生証の機能を付与したもの。名鉄子会社のメイテツコムが仲介し、2012年4月から名古屋産業大学・名古屋文理大学・同短期大学部・名古屋文理栄養士専門学校のものの取扱いを開始。2013年には大同大学のものの取り扱いも開始した。
また、名古屋市交通局との共同発行で名古屋市立大学の学生証一体型manacaも発行されている。
名古屋鉄道の株主優待乗車証
2012年5月に送付される乗車証より、manacaへの移し替えが可能となった。従来の磁気券と比較し、利用方法に制約がある。
グランパスシーズンmanaca
名古屋市交通局・名古屋交通開発機構・名古屋グランパスエイトの3者共同発行による、Jリーグ・名古屋グランパスのシーズンチケット一体型manaca。2016年シーズン分より発行。Jリーグ全試合対象観戦記録システム「ワンタッチパス」に対応する。購入には名古屋グランパスのファンクラブへの入会が必要。

## 利用可能交通機関

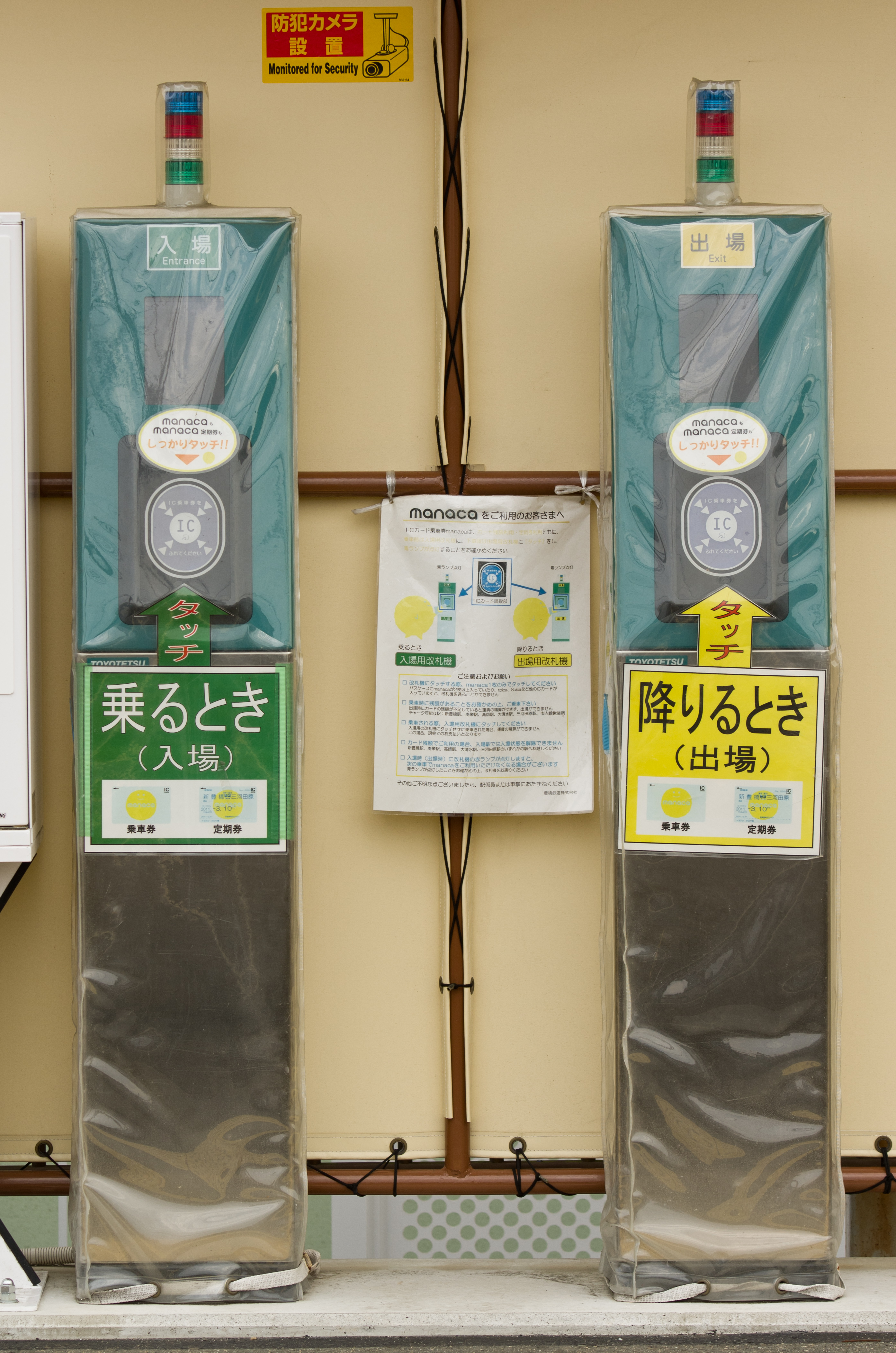
豊橋鉄道渥美線の駅にある簡易改札機

manaca導入事業者と利用可能エリアは以下の通り。特記ない限りサービス開始の2011年（平成23年）2月11日より利用可能となった。
以下は乗合の交通機関のみ記載する。
名古屋鉄道
- 蒲郡線三河鳥羽駅 - 蒲郡駅間と広見線明智駅 - 御嵩駅間を除く全線
  - 未導入区間については特例取り扱いがある（#非対応駅での利用を参照）。

名鉄バス
- 一般路線バス全路線（蒲郡地区は2018年7月1日導入）
- 近距離高速バス
  - 以下の路線の全便
    - 愛知学院大学線
    - 桃花台線
    - 名古屋長島温泉高速バス（三重交通と共同運行）
    - 名古屋関美濃線（岐阜バスと共同運行）

  - 以下の路線では名鉄バス運行便のみで利用できる（他社運行便では利用不可）。
    - 多治見線

- セントレアリムジン
  - 豊田 - セントレア線
  - 藤が丘 - セントレア線
  - 名古屋市内 - セントレア線

- 名鉄バスが受託する以下のコミュニティバス・シャトルバス
  - ひまわりバス（豊明市）
  - かすがいシティバス（春日井市）
  - i-バス（一宮市）
  - くるりんばす（日進市）
  - N-バス（長久手市）
  - 津島市ふれあいバス（津島市）
  - あんくるバス（安城市、0系統循環線、6系統西部線、7系統作野線のみ利用可能）
  - ミニバス（知立市）
  - とよたおいでんバス（豊田市、名鉄バス以外の豊栄交通、オーワが運行を担当する路線も一部を除き利用可能）
  - ふれんどバス（碧南市・西尾市）
  - 東郷・藤田医大バス（東郷町）
  - ささしまウェルカムバス
  - サンマルシェ循環バス
  - 稲沢市コミュニティバス（稲沢市）、祖父江・稲沢線ふれあいの郷系統、祖父江・稲沢線　地泉院系統、下津・大里線、千代田・平和線
  - 六万石くるりんバス（西尾市、名鉄バス以外の名鉄東部交通が運行を担当する路線も利用可能、2025年4月1日導入）

名古屋市交通局
- 市バス全線
- 市営地下鉄全線

愛知高速交通
- リニモ全線（2016年3月12日導入）

名古屋臨海高速鉄道
- あおなみ線全線

名古屋ガイドウェイバス
- ゆとりーとライン全線

豊橋鉄道
- 渥美線・市内線全線

名鉄海上観光船
- 河和港発または師崎港発の便（乗船券窓口での電子マネー決済による切符購入でのみ利用可能。）

知多乗合（知多バス）
- 路線バス全線および空港バス刈谷中部空港線（2022年2月11日導入、2024年10月1日・2025年2月8日エリア拡大）
  - 利用履歴は「名鉄バス」となる。

- 知多乗合が受託する以下のコミュニティバス
  - ふれあいバス（大府市、2023年4月1日導入）
  - らんらんバス（東海市、2023年4月1日導入）
  - 東浦町運行バス『う・ら・ら』（東浦町、2024年10月1日導入）
  - ゆめころん（武豊町、2024年11月1日導入）
  - ごんぐる（半田市、2025年2月8日導入）

北陸鉄道（北鉄バス）
- 城下まち金沢周遊バスおよび金沢ライトアップバス（2022年10月17日導入）
  - 利用履歴は「名鉄バス」となる。

- 上記のほか、北鉄駅前センターと金沢駅東口バスターミナル北鉄グループ案内所での金沢市内1日フリー乗車券の購入、金沢駅西口北鉄バス待合室と小松空港1番のりば近くの自動券売機では、電子マネーとして利用可能である。

名鉄東部交通
- 西尾路線バス（2024年2月3日導入）
  - 利用履歴は「名鉄バス」となる。

- 名鉄東部交通が受託する以下のコミュニティバス
  - 六万石くるりんバス（西尾市、名鉄東部交通以外の名鉄バスが運行を担当する路線も利用可能、2025年4月1日導入）

岐阜乗合自動車（岐阜バス）
- 路線バスおよび高速バス全路線（イオンモール各務原線・パピヨン号を除く。2024年3月2日導入）
  - 利用履歴は「名鉄バス」となる。

- 岐阜乗合自動車が受託する以下のコミュニティバス
  - 関シティバス（関市）
  - ハーバス（山県市）
  - みずほバス（瑞穂市）
  - 各務原市ふれあいバス（各務原市）
  - 岐南町コミュニティバス（岐南町）

豊鉄バス
- 路線バス全線および高速バス山の湊号（2025年3月15日導入）。
- 豊鉄バスが受託する以下のコミュニティバス
  - 豊川市コミュニティバス（豊川市、ゆうあいの里八幡線、一宮線のみ利用可能）
  - 新城市Sバス（新城市、作手線、吉川・市川線のみ利用可能）
  - おでかけ北設（設楽町、津具線のみ利用可能）

豊橋市コミュニティバス
- 豊橋市の各地区を走っているコミュニティバス（2024年4月8日導入）[50]。
- なお、当コミュニティバスではPitapaは利用できないほか、バス車内での交通系ICカードへのチャージができない。残高不足の場合、現金または当コミュニティバスが対応している他の電子マネー、クレジットカードにてのお支払いとなる。
  - 東部地区やまびこ号
    - (東海交通が受託)

  - 北部地区【柿の里バス】
    - (豊鉄タクシーが受託)

  - 前芝地区【しおかぜバス】
    - (東海交通が受託)

  - 川北地区【スマイル号】
    - (東海交通が受託)

  - 南部地区【愛のりくん】
    - (細谷校区、小沢校区は、東海交通が受託、高根校区、豊南校区は、豊鉄タクシーが受託)

### 相互利用

相互利用関係（クリックで拡大）

- 他のICカード乗車券との相互利用については、まずJR東海のTOICAとの乗車券機能に関する相互利用及びIC連絡定期券の発売を2012年（平成24年）4月21日に開始した[51]。

- 2013年（平成25年）3月23日にはmanacaを含む日本全国のIC乗車カード10種の相互利用を開始した[52]。その時点では、名古屋臨海高速鉄道（あおなみ線）、名古屋ガイドウェイバス（ゆとりーとライン）はこの「交通系ICカード全国相互利用」には加わらず、manaca、TOICAの他には個別に相互利用を結んだSuicaのみ相互利用を可能とした[53] が、2016年3月12日よりあおなみ線・ゆとりーとラインも全国相互利用サービスに対応することとなった[54][55]。
- また、同日より愛知高速交通東部丘陵線（リニモ）にもmanacaが導入された[56]。同時に名古屋市営地下鉄との連絡IC定期も発売開始し[57]、さらに交通系ICカード全国相互利用サービスにも対応することとなった。

- 2019年3月2日から愛知環状鉄道でも交通系ICカードの利用が開始された。なお、愛知環状鉄道は、manacaエリアではなく、TOICAエリアでの運用である[58]。
  - これにより、manacaエリアで交通系ICカードに非対応の交通事業者はJR東海交通事業のみとなった。

- 2016年4月1日より、三重交通ICカードシステムemica（エミカ）の導入に合わせて、三重交通路線バス(一部の路線を除く)交通系ICカードの利用が開始された。
  - ただし、三重交通のバスでは、emica以外の交通系ICカードのチャージに非対応（三重交通バス車内やemicaのチャージ機でmanaca等へのチャージはできない）のため、残高不足の場合は現金での支払いとなる。
  - また、三重交通が受託している飛島バスでも2021年4月1日よりemica及び、manacaなどの交通系電子マネーが利用可能になった。
- 岐阜バスは2006年に独自のICカード乗車券ayucaを導入済みだが、2013年の時点では「システムが異なる」「利用者から強い要望がない」として相互利用の実施が見送られていた[59]。名鉄バスと共同運行している高速名古屋関美濃線は岐阜バス担当便がayucaのみ[60]、名鉄バス担当便はmanacaおよび相互利用可能なICカードが利用できる[61][注釈 3]。利用者や乗務員からは岐阜バスでのmanaca導入を求める声も上っていたが、費用面などの課題から実現には至っていなかった[63]。
  - その後2022年にmanacaをはじめとした交通系ICカードを導入する方針と報じられ[64][65]、2024年3月2日より交通系ICカードの利用が開始された[46]。現在のayucaは段階的に廃止される予定となっている[66]。

- あおい交通、上記に記載のないコミュニティバスでは、2025年3月現在、manacaの導入予定はない。

### manacaマイレージポイント
manacaでは乗車カードとしての利用に応じてポイントを付与するマイレージサービス「manacaマイレージポイント」を採用している。

#### ポイント付与の方法
manacaのストアードフェア（現金チャージ分）を自動改札機またはバスの料金箱で利用した場合に、利用金額や利用回数に応じてポイントを翌月10日に付与する。ポイントのストアードフェアでの利用や自動券売機・自動精算機での利用、電子マネーとしての利用はmanacaマイレージポイント付与の対象とならない。
ポイントの付与率は利用事業者によって異なる。また利用金額・利用回数の積算はトランパスの時と異なり利用事業者別に計算する。
名鉄電車、リニモ
各社毎に「利用金額ポイント」と「平日昼間利用ボーナスポイント」を付与する。各社の利用金額は合算されない。
「利用金額ポイント」は、月間2,001円以上の利用金額に応じた以下のポイントが付与される。10ポイント未満は切り捨て。2021年10月1日の改定で付与率が半減した。
- 2,001円-5,000円の部分：1%
- 5,001円-10,000円の部分：2%
- 10,001円-20,000円の部分：3%
- 20,001円以上の部分：4%

「平日昼間利用ボーナスポイント」は平日昼間時間帯（10 時～16 時）の利用金額に応じて以下のポイントが付与される。2021年10月1日新設。
- 5,000円以上：100ポイント
- 10,000円以上：300ポイント
- 20,000円以上：1,500ポイント

「利用回数ポイント」は2021年10月1日の改定で廃止された。
名鉄バス・知多バス・名鉄東部交通・岐阜バス
利用回数に関係なく、利用金額の0.2%のポイントが付与される。
名鉄バスは2021年10月1日の改定で付与率が大幅に減少するとともに、ボーナスポイントも廃止された。
豊橋鉄道・豊鉄バス 
渥美線・市内線・豊鉄バスそれぞれの利用回数に応じて、11回以上利用で利用金額の1%のポイントが付与される。
豊橋鉄道は2021年10月1日の改定で付与率が減少した。
名古屋市交通局・あおなみ線・ゆとりーとライン 
各社局ごとに、月間2,000円以上の利用金額に応じた以下のポイントが付与される。名古屋市交通局・あおなみ線・ゆとりーとラインは通常時と、平日日中（10時から16時までの入場・乗車）で付与率が異なる。また、小児用・割引用manacaは下記の半額でポイントが付与される。
- 「通常ポイント」通常の付与率
  - 2,000円以上5,000円未満：利用金額の1%
  - 5,000円以上10,000円未満：利用金額の2%
  - 10,000円以上15,000円未満：利用金額の3%
  - 15,000円以上：利用金額の4%

- 「昼間ポイント」平日日中の付与率（名古屋市交通局・あおなみ線・ゆとりーとライン）
  - 地下鉄・あおなみ線：利用金額の20%
  - 市バス・ゆとりーとライン：利用金額の30%

平日日中の合計利用金額が2,000円未満の場合と同1,000円未満の金額は、通常ポイントの対象となる利用金額に合算される。
2023年7月1日の改定で付与率が大幅に減少し、土曜・休日（終日）における「昼間ポイント」の付与が無くなった。

2021年9月30日までの付与率
名鉄電車、リニモ
「利用金額ポイント」は、月間2,001円以上の利用金額に応じた以下のポイントが付与された。
- 2,001円-5,000円の利用：（利用金額-2,000円）の2%
- 5,001円-10,000円の利用：60ポイント+（利用金額-5,000円）の4%
- 10,001円-20,000円の利用：260ポイント+（利用金額-10,000円）の6%
- 20,001円以上の利用：860ポイント+（利用金額-20,000円）の8%

「利用回数ポイント」は、月間10回以上の利用に対して利用金額の3%（40回以下の場合）または6%（41回以上の場合）が付与された。
いずれも10ポイント未満は切り捨て。
名鉄バス
利用回数に関係なく、利用金額の2%のポイントが付与された。
あわせて、月間の名鉄バスの利用金額が2,000円到達時に50ポイント、5,000円到達時に100ポイント、10,000円到達時に150ポイントのボーナスポイントが付与された（10000円以上利用した場合には、50+100+150=300ポイントのボーナスポイントが付与された）。
豊橋鉄道
渥美線・市内線それぞれの利用回数に応じて、10回以上利用で利用金額の1%、20回以上利用で利用金額の3%、40回以上利用で利用金額の5%のポイントが付与された。
2023年6月30日までの付与率
名古屋市交通局・あおなみ線・ゆとりーとライン 
各社局ごとに、月間2,000円以上の利用金額に応じた以下のポイントが付与された。名古屋市交通局・あおなみ線・ゆとりーとラインは通常時と、平日日中（10時から16時までの入場・乗車）及び土曜・休日（終日）で付与率が異なっていた。また、小児用・割引用manacaは下記の半額でポイントが付与された。
- 「通常ポイント」通常の付与率
  - 2,000円以上5,000円未満：利用金額の10%
  - 5,000円以上10,000円未満：利用金額の12%
  - 10,000円以上15,000円未満：利用金額の12.5%
  - 15,000円以上：利用金額の13%

- 「昼間ポイント」平日日中及び土曜・休日の付与率（名古屋市交通局・あおなみ線・ゆとりーとライン）
  - 地下鉄・あおなみ線：利用金額の20%
  - 市バス・ゆとりーとライン：利用金額の30%

平日日中及び土曜・休日の合計利用金額が2,000円未満の場合と同1,000円未満の金額は、通常ポイントの対象となる利用金額に合算された。

#### マイレージポイントの利用方法
貯まったポイントは直接manacaには蓄積されず、センターシステムに記録されたポイントを移し替える作業（「還元」作業）が必要になる。還元の手続きはmanaca対応自動券売機、チャージ機、manaca取扱窓口にて行う。この作業を行うと、manacaにストアードフェアとして蓄積され、電車・バスの運賃として利用可能となる。manacaに現金チャージとポイントの両方のストアードフェアがある場合、先にポイント分のストアードフェアが消費される。
2011年2月利用で、同年3月10日に還元されるべき約6.3億円分ポイントが還元されないまま3月末で失効する可能性が指摘され、その後利用者の還元が相次いだものの、結局1,100万円分のポイントが失効したと報じられた。

### 利用方法
鉄道での利用の場合、乗車駅で自動改札機のカード読み取り部にmanacaをタッチし、入場情報を記録させる。降車駅で同様に自動改札機のカード読み取り機にmanacaをタッチする際に、運賃が引き去られる。残高が足りない場合にはチャージ機でチャージを行うことができるが、簡易改札機が設置されている駅ではチャージ機が設置されていない場合がある。
名鉄特急の特別車を利用する場合にもミューチケットと組み合わせて利用可能。
manacaをICカード対応自動券売機に挿入することにより、ストアードフェアを利用して乗車券類が購入できる。名古屋鉄道のミューチケット、名鉄電車全線フリーきっぷ等も購入可能。2021年3月1日より名古屋市交通局の一日乗車券、地下鉄24時間券やドニチエコきっぷmanaca対応自動券売機で当日利用分が、2022年3月1日より交通局サービスセンター内で一日乗車券、地下鉄24時間券やドニチエコきっぷ、メーグル一日乗車券の事前購入も可能となった。

#### 乗継割引
以下の組み合わせで90分以内（電車からの乗り継ぎは最初の駅の入場時から、バスからの乗り継ぎはバスでの精算時から）に直接乗り継ぎを行いmanacaのストアードフェアにより決済を行った場合には、乗り継ぎ後の乗車に対して80円（名鉄バス同士、名鉄東部交通同士、岐阜バス同士、名鉄バス⇔名鉄東部交通の場合は40円）を割り引く制度がある。これはトランパスで採用された乗継割引が引き継がれたものである。乗り継ぎは同一停留所・駅でなくてもよい（同一路線での往復も対象）が、タッチのミスでエラーになった場合、改札入場後に窓口で入場記録を取り消した場合などは対象外となる。蒲郡地区の名鉄バスから名鉄蒲郡線へ乗り継いで吉良吉田駅以遠へ行く場合は途中でmanaca非対応区間を経由するために一度乗車駅証明書をとったあとで吉良吉田駅ののりかえ改札口を経由することになるが、バスを降りてから吉良吉田駅までの所要時間が90分以内であれば割引の対象になる。なおTOICA等の他の交通系ICカードを利用した場合は、乗継割引の対象外となる。
- 名鉄バス（名古屋市営バスとの共通乗車区間[注釈 4]）⇔名鉄電車・名鉄バス・市営地下鉄・市バス・ゆとりーとライン
- 名鉄バス（共通乗車区間以外。近距離高速バスを含む）・名鉄東部交通⇔名鉄電車
- 市営地下鉄⇔市バス・あおなみ線・ゆとりーとライン（高架区間）
- 市バス⇔市バス・あおなみ線・ゆとりーとライン（高架区間・平面区間）
- 豊鉄渥美線⇔豊鉄市内線
- 豊鉄渥美線・市内線⇔豊鉄バス
- 豊鉄市内線同士
- 豊鉄バス同士[注釈 5]

#### 共同使用駅の取り扱い
manacaエリアの共同使用駅を経由して連続乗車する場合、乗換口（連絡改札）がある駅、乗換口がない駅、直通運転の境界駅で取扱いが異なる。
乗換口（連絡改札）がある駅
乗換口の自動改札機にmanacaをタッチすることでそれまでの乗車区間運賃の精算と乗り継ぎ駅の情報の記録が同時に完了し、改札機を通過できる。
なお、連絡改札口では2枚のICカードを同時に使用することはできない。磁気券との併用は可能。
金山駅（名鉄⇔JR）、名古屋駅・名鉄名古屋駅・近鉄名古屋駅（JR⇔近鉄⇔名鉄）などが該当する。
乗換口（連絡改札）がない駅
各路線のホーム上にICのりかえ改札機が設置されており、乗り換え時にこれにタッチして当該駅の利用情報を記録させる必要がある。
豊橋駅（名鉄⇔JR）、弥富駅（名鉄⇔JR）が該当する。豊橋駅では同駅で乗降する場合はICのりかえ改札機へのタッチは不要（タッチしても駅で乗降可能）だが、弥富駅では同駅で乗降する場合もICのりかえ改札機にタッチする必要がある（駅出入口とあわせて2度タッチすることになる） 。
直通運転の境界駅の場合
直通運転を行っている赤池駅、上小田井駅、上飯田駅（いずれも名鉄⇔名古屋市交）をまたいで利用する場合は、特段の手続きは必要ない。

#### 非対応駅での利用
蒲郡線三河鳥羽駅 - 蒲郡駅間と広見線明智駅 - 御嵩駅間の各駅はmanaca非対応であり、manacaを使用して直接乗降することはできないが、manaca対応駅と非対応駅との間を乗車する場合は、新可児駅または吉良吉田駅の中間改札でmanacaの精算処理を行うことで実質的にmanacaの利用が可能である。
なお、これらの駅が発駅または着駅となるmanaca定期券は発行しない。

## 電子マネー機能

### 普及状況
manacaの電子マネー機能については、2011年のサービス開始時点から一部の商業施設等でサービスを開始している。名古屋市交通局関連では駅売店や地下街など88店舗、名鉄関連では名鉄百貨店をはじめとする名鉄グループの商業施設、名鉄駅周辺の名鉄協商パーキングの一部、愛知県内のココストア（現ファミリーマート)の一部（2015年6月までに全店導入)、名古屋市内でアトムの運営する飲食店（甘太郎など）、名鉄構内の自動販売機・コインロッカーなど が2011年2月のサービス開始当初から、追って3月から愛知県内のサークルKおよびサンクス（いずれも現ファミリーマート）約1,040店舗と愛知県内のファミリーマート約130店舗でもサービスを開始し、計1,400施設規模でスタートしている。
その他の大手商業施設等では、2013年3月23日の交通系ICカード相互利用サービス開始時に使用可能となった施設が多く、2007年よりSuica電子マネーが利用可能になっていたイオングループ（ミニストップ含む）のほか、セブン-イレブン、ローソン、デイリーヤマザキなどがこれに該当する。また、愛知県外のサークルK、サンクス、ファミリーマートでもこのときに使用可能となっている。また、2011年4月1日には、ビックカメラ名古屋駅西店に導入した ほか、中京圏を地場とするユニーグループ（アピタ・ピアゴ・ユーホーム）では2013年5月11日よりmanacaやTOICA、Suica、ICOCAを地域別に順次導入し同時期に実施の相互利用により9種の交通系電子マネーが利用可能になった。
2014年7月22日からWii Uとnewニンテンドー3DSの支払い決済に、他の交通系電子マネーと共に利用できるようになった。このサービスは2022年1月18日9時をもって終了した。

2015年3月14日から東海道・山陽新幹線の「のぞみ・ひかり・さくら・みずほ」の車内販売の決済で使用可能になった（「こだま」は車内販売の営業がない）。
2018年3月より、スギ薬局でもmanacaをはじめ全国交通系ICカードが使えるようになった。

### 名鉄たまルン・μstarポイントサービス
エムアイシー発行の記名式manaca（manaca定期券を含む）には、サービス開始当初から電子マネー利用に対するポイントサービス「名鉄たまルン」を導入した。これは、manaca電子マネー加盟店かつ、「名鉄たまルンポイントサービス」加盟店で、manacaを使用して買い物をした場合に一定額（おおむね200円）ごとに1ポイント付与されるポイントサービスで、貯まったポイントはWebサイトで申し込むことにより郵送で到着した「チャージ券」を取扱窓口へ持っていくことで1,000ポイント単位でmanacaにチャージできる、というものであった。2011年4月1日からはANAマイルポイントと「名鉄たまルン」ポイントの相互交換が開始された。
2014年3月17日より、同年から募集開始した名鉄グループのクレジットカードである『MEITETSU μ's Card』（名鉄ミューズカード）のショッピングポイントサービスと統合し、サービス名を「μstarポイントサービス」に変更。クレジットチャージに対応を始めたほか、名古屋鉄道の主要駅や商業施設に設置されたμstar stationでmanacaへの直接ポイント交換が可能となり（従来のチャージ券の交換チャージも可能）、ポイントの有効期限も「利用月の翌年度3月末日まで」から「最終ポイント付与日または利用日の翌年同月末日まで（利用間隔が1年以上空かない限り実質無制限）」になった。
なお、「μstarポイントサービス」が利用可能なのはエムアイシー発行の記名式manacaに限られ、名古屋交通開発機構が発行したmanacaには記名式であっても「μstarポイントサービス」を利用できない。
また、「μstarポイントサービス」を利用するには、「ミュースター会員登録」が必要であるが、記名式manacaを準備できた翌日の12:00以降でないと「ミュースター会員登録」はできない。また、未登録のmanacaで買い物をした分のポイントは、後で会員登録した場合も貯まらない。
両備グループおよび岡山髙島屋で利用されているポイントサービス「たまルン」とは関連性はない。
2022年3月16日より『MEITETSU μ's Card』は三菱UFJニコスとの提携カードに加え、新たに三井住友カードと提携したカードの会員募集を開始した。

## その他
2013年1月9日より、南山大学付属小学校でmanacaを利用して児童の登下校を保護者の携帯電話にメールで知らせる名古屋みまもりタッチというサービスが始まった。福岡市交通局が既に導入しているサービスに似ているが、名古屋みまもりタッチには年間「3,600円＋消費税」の利用料金が掛かる。

## 導入の経緯
中京圏の鉄道・バス事業者においては、接触型の磁気カードシステムであるトランパス（SFパノラマカード、ユリカなど）や名鉄バスカードが導入されている。また、名古屋ガイドウェイバスでは自社カードであるゆとりーとカード（自社専用でトランパス非対応・ユリカは共通利用）が導入されている。名古屋鉄道や名古屋市交通局などのトランパス導入事業者はトランパスIC協議会を組織し、共通利用を前提として、トランパスに代わる新たなICカード乗車システムの導入の検討を始めた。新システムにはトランパスICという仮称が付けられた。導入目標年次を2010年度までとし、対象券種をSFカードおよび定期券とした。
名鉄は2007年4月19日にICカード取り扱いの新会社名鉄ICカード（現・エムアイシー）を設立し、名古屋市交通局も同年6月5日にICカード事業の運営会社として名古屋交通開発機構を指定した。また、システム構築は日立製作所が担当することとなった。
2011年現在、耐用年数を経過した自動改札機や自動券売機・自動精算機を順次ICカード対応の機器に更新しているほか、ICカード乗車券システム及びICカードセンターシステムについて、9社・局の参加を予定して共同開発が進められている。
2010年3月21日、名古屋市交通局主催の市バス開業80周年感謝祭にて、ICカード乗車券の体験会が行われた。
そして同年4月16日、カードの名称とデザインが決定したことが発表された。
manaca導入に伴い、各種トランパスカード・地下鉄1区特別きっぷ・名鉄バスカード・ゆとりーとカードは2011年2月10日で新規発行を終了した。その後1年間はトランパス・名鉄バスカード・ゆとりーとカードとmanacaの両方を使うことができたが、2012年2月29日にはトランパス・地下鉄1区特別きっぷ・名鉄バスカード及びゆとりーとカードが利用終了となった。また、名古屋市交通局では磁気定期券の発行を終了し、すべてマナカ定期券として発行することとした。さらに、名古屋鉄道が発行する名古屋市交通局との連絡定期券についても、2011年9月1日以降はmanaca定期券でのみの発売となった。
その他、名古屋鉄道が発行する回数乗車券についても2012年2月29日をもって発売を終了し、2024年現在は「名古屋・金山特別きっぷ」、「なごや特割2平日・なごや特割2土休日（名古屋・金山 ‐ 豊橋のみ）」、「特殊割引回数券」および「蒲郡線 回数きっぷ10・広見線 回数きっぷ10（吉良吉田 ‐ 蒲郡間・新可児 ‐ 御嵩間の各駅相互間のみ）」が発売されている
。

## トラブル
- 名古屋市交通局では、サービス開始日から3日間の間に、従来の定期券からmanaca定期券への移し替えの際、152件の入力ミス・61件の料金過払いが発生している[114]。
- 名古屋市交通局で記名式manaca発行後、名古屋鉄道でmanaca定期券に移し替える際、名古屋市交通局での氏名の打ち間違いで磁気定期券からの移し替えができないケースが88件発生した[114]。
- データ入力不備によって使用不可になったmanacaが3枚発売された。このうち星ヶ丘駅と矢場町駅で発行した計2枚は無記名式だったため、購入者の特定ができないでいる[114]。
- 誤って挿入口に入れるトラブルが名古屋市交通局では2011年2月14日午前までに15件、名鉄でも複数件発生している。改札機やカードの破損はなかった[114]。